# Mitri Raheb
Mitri Raheb, né en 1962 à Bethlehem, est un auteur et un homme d'Eglise luthérien palestinien. Fondateur et président d'un groupe luthérien, le Diyar Consortium, il reçoit le prix Olof Palme avec Gideon Levy en 2015.

## Biographie
Mitri Raheb fonde et préside l'Université Dar al-Kalima à Bethlehem. Il cofonde Bright Stars of Bethlehem aux États-Unis. Il écrit ou édite une quarantaine de livres et articles, traduits dans une dizaine de langues. Pasteur en Jordanie et en Palestine de 2011 à 2016, il fonde plusieurs ONG. Il reçoit plusieurs distinctions, parmi lesquelles figurent la Tolerance Award de l'Académie Européenne des Sciences et des Arts en 2017, et le prix Olof Palme en 2015. Il est mentionné dans des médias tels que The Economist, la BBC ou Al-Jezeera.
Dans un article de la BBC datant de 2000, ses interventions décrivant la mauvaise situation des chrétiens en Palestine sont publiées.
Dans un article du même média en 2006, il déclare (tout en admettant la sévérité de ses paroles) que la communauté chrétienne internationale agit lâchement lorsqu'elle se tait à propos de la situation à Bethlehem.
Des journalistes de radio France internationale le qualifient de « théologien de renom » et d'« auteur prolifique » à l'occasion de son obtention du prix Olof Palme. Il est en outre indiqué qu'il « œuvre pour le respect inter-religieux et en particulier auprès des jeunes ».

## Livres écrits
La liste suivante est donnée avec les différentes traductions
- The Politics of Persecution: Middle Eastern Christianity in the Age of Empire. Waco: Baylor University Press, 2021.
- Faith in the Face of Empire: The Bible through Palestinian Eyes. Maryknoll: Orbis 2014.
- Christ-Sein in der arabischen Welt: 25 Jahre Dienst in Bethlehem. Gesammelte Aufsaetze und Reden eines kontextuellen Theologen aus Palaestina. Berlin: Aphorisma, 2013.
- Sailing Through Troubled Waters: Christianity in the Middle East. Bethlehem: Diyar, 2013.
- Almasihiyoun al-‘Arab wa Qadaya al-Umma: Mutagayirat al-Siyaq wal Adwar. Bethlehem: Diyar, 2013.
- Likuli Maqamin Maqal: “ithat lirub’I Qarn 1988-2013. Bethlehem: Diyar, 2013.
- I am a Palestinian Christian (in Korean). Seoul: GLC, 2008.
- Betlehem under Beleiring. Oslo: Luther Forlag, 2005.
- Betlehem under Belejring. Helsinge: Forlaget Boedal, 2005.
- Betlehem Belaegrat. Cordia: Oerebro, 2005.
- Bethlehem hinter Mauern. Guetersloh: Guetersloher Verlaghaus, 2005.
- Bethlehem Besieged. Minneapolis: Augsburg Fortress, 2004.
- I am a Palestinian Christian (in Japanese). Tokyo: The Board of Publications-The United Church of Christ in Japan, 2004.
- Christ und Palaestinenser. Berlin: AphorismA Verlag, 2004.
- I am a Palestinian Christian. Augsburg Fortress: Minneapolis, 1995.
- Ich bin Christ und Palaestinenser. Israel, seine Nachbarn und die Bibel. Guetersloh: Guetersloher Verlaghaus, 1994.
- Das reformatorische Erbe unter den Palaestinensern: Zur Enstehung der Evangelisch-Lutherischen Kirche in Jordanien. Guetersloh: Guetersloher Verlaghaus, 1990.